# 2023年4月20日の日食
2023年4月20日の日食（2023ねん4がつはつかのにっしょく）は、観測する地域によって金環皆既日食または部分日食として観測される。金環皆既日食は2013年11月3日の日食以来10年ぶりとなる。
本記事での時刻は、特記のない限り協定世界時 (UTC)にて記す。見られる場所についてはを参考とした。

## 日食
この日食では、インド洋南部、南極大陸、オセアニア、東南アジア、東アジアに及ぶ広い範囲で部分日食が観測される。部分日食が1時34分15秒に始まった後、中心食は2時36分56秒にインド洋南部のケルゲレン諸島西方の海上で金環日食として始まる。間もなく月の本影が地球に届いて皆既日食となり、中心食帯はインド洋を北東に進んだ後、オーストラリア大陸北西端をかすめてバロー島を通過する。4時16分37秒、ティモール海の南緯9度35.4分 東経125度48.4分 / 南緯9.5900度 東経125.8067度で中心食を迎え、中心食帯の幅は49.0 km、中心食の継続時間は1分16秒に達する。その直後、中心食帯はティモール島を通過し、バンダ海を横断してニューギニア島西部を通過して太平洋に出る。その後中心食帯はミクロネシア連邦の南方を通過し、マーシャル諸島近海で月の本影が地球から離れて再び金環日食となる。5時56分35秒、太平洋中央部のアメリカ領ハウランド島の北西の海上で日没を迎え、中心食は終了する。部分日食は6時59分13秒に終了する。皆既日食が見られる主な都市としては、オーストラリア・西オーストラリア州のエクスマウス、東ティモールのロスパロス、インドネシアのRowatteなどが挙げられる。
日本では、南西諸島、伊豆諸島、小笠原諸島の他、九州南部、南四国、紀伊半島、渥美半島、静岡県南部、伊豆半島、三浦半島、房総半島でわずかに欠ける部分日食が見られる。